# 于伶
于伶（1907年2月23日—1997年6月7日），原名任锡圭，字禹成，笔名尤兢、叶富根等，男，江苏宜兴人，中华民国及中华人民共和国剧作家、戏剧活动家、导演、演员。

## 生平
1907年2月23日，于伶出生在江苏省宜兴县的一个书香门第。在苏州的江苏省立第一师范学校学习时，他参加了苏州学生的话剧演出，由此开始了戏剧活动。1930年，于伶考入北平大学法学院，因为国困民艰，他一连写出3个独幕剧，以抒发激愤，自此走上剧作之路。
1932年，于伶参加中国左翼作家联盟北京分盟。同年，他加入中国共产党。1933年，与宋之的、陈沂等人筹建中国左翼戏剧家联盟（简称“左翼剧联”）北平分盟，他还参与创建了校外群众组织“反帝大同盟”、“学生互济会”等等，通过戏剧、文学开展反帝反封建活动。
1932年5月，于伶、宋之的组织苞莉芭剧社在北平演出于伶撰写的剧本《瓦刀》。同年6月，联合呵莽剧社等演出。两次演出均遭军警袭击，于伶受伤，演出被禁止。
1933年1月，于伶自北平调往上海“剧联”，参与组织戏剧运动。同年8月，任三三剧社负责人。同年，三三剧社因与军警发生流血冲突，不得不停止活动。该年，于伶写出反对封建剥削的独幕剧《腊月二十四》（《太平年》）、《一袋米》，率先在上海演出。
1934年4月，于伶调至中国左翼文化界总同盟任组织秘书，在夏衍领导下，分管“剧联”、“教联”、“语联”等组织的联系工作。同年，上海无名剧人协会成立，于伶为负责人之一。为了纪念一·二八抗战两周年，纪念“五一”国际劳动节和支援美亚绸厂工人罢工，协会举办了3次公演。同年7月，协会遭军警破坏。
1934年冬，在于伶的主持之下，“左翼剧联”总结了前一段时间的经验教训，认为应发动建立剧场艺术的运动。所以1935年春，上海业余剧人协会成立，演出中外名著，扩大话剧影响，从而使左翼戏剧运动实现了战略转移。从1934年4月到1936年底，于伶除了忙于组织工作外，还撰写了《夏夜曲》、《回声》、《蹄下》、《汉奸的子孙》（章泯、洪深、张庚集体创作，于伶执笔）、《撤退，赵家庄》（沈西苓、章泯、凌鹤、夏衍集体创作，于伶执笔）、《神秘太太》等11个独幕剧，以宣传抗日救亡，揭露妥协投降。
1937年7月7日芦沟桥事变发生后，中国剧作者协会决定集体创作剧本《保卫芦沟桥》，于伶参加了该剧本的写作，并且担任演出委员会主任兼舞台监督。该剧于1937年8月7日在上海蓬莱大戏院上演。8月13日，日军在上海发动八一三事变，上海戏剧界救亡协会在于伶等人的主持之下，动员上海的戏剧及电影工作者，组成13个救亡演剧队，宣传抗日。
1937年11月7日，南京国民政府弃守上海，上海仅余上海法租界、上海公共租界未被日军占领，上海“孤岛”时期开始。于伶与留在上海的欧阳予倩、阿英、许幸之、李伯龙等人成立青鸟剧社，自1937年末开始演出《雷雨》、《日出》以及于伶赶写出来的《女子公寓》等话剧。 1938年中，于伶、阿英、吴仞之、李健吾等人筹备成立了上海剧艺社。经过上海法租界当局同意后，演出法国剧作家萨度的《祖国》、R．罗兰的《爱与死的搏斗》等富有爱国主义思想的话剧。后来，先后演出张骏祥的话剧《小城故事》、《边城故事》，曹禺的话剧《正在想》、《镀金》。在不断演出中，上海剧艺社的规模不断扩大，还和上海法租界当局合办中法剧艺学校，培养出一批编剧、导演、舞台美工。
从1937到1941年，在5年的上海“孤岛”时期，于伶创作了《血洒晴空——飞将军阎海文》、《女儿国》、《满城风雨》、《大明英烈传》等十余部多幕剧、11部独幕剧以及广播短剧。其中，《夜上海》和他之前创作的《女子公寓》、《夜光杯》、《花溅泪》在香港、上海被拍成电影。
自《女子公寓》起，他改用“于伶”作为笔名。与之前以“尤兢”作为笔名发表的剧本相比，其剧作水平有很大提高，并且开始自哲理角度探索人生观。
1941年1月皖南事变后，于伶与部分同事于3月奉命转移至香港，在廖承志、夏衍支持下，与司徒慧敏等人成立了旅港剧人协会，成员有金山、王莹、蓝马等等。旅港剧人协会在被称为“话剧不毛之地”的香港赢得了许多观众。
1941年12月太平洋战争爆发后，许多文化人逃离香港，于伶在1942年抵达桂林。1942年7月，于伶在桂林写出《长夜行》，此后调往重庆。 1943年，于伶、夏衍、宋之的、金山等人成立了民间职业剧团“中国艺术剧社”，成为抗日战争后期重庆戏剧活动的中心。该时期，于伶还写出了《杏花春雨江南》、《心狱》等剧，并且同夏衍、宋之的合写了反映中国话剧史的《戏剧春秋》。
抗日战争胜利后，1945年10月，于伶返抵上海，当即恢复上海剧艺社，将一直留在上海和从重庆复员回到上海的戏剧工作者联合起来，演出了陈白尘写的《升官图》等剧目，轰动一时。同时，于伶还创作了《无名氏》，被国泰影业公司拍成电影。1947年春，在中华民国政府的政治迫害与严重经费困难的夹击下，上海剧艺社被迫解散。于伶与上海戏剧界同仁开展了反内战、反饥饿、争民主、争自由的运动，并且支持雪声剧团进行越剧改革，演出《祝福》，支持越剧界为筹建艺校而联合演出《山河恋》。 1948年末，于伶赴香港，不久便来到解放区。
1949年春，于伶随中国人民解放军渡过长江南下，担任中国人民解放军上海市军事管制委员会文教接管委员会文艺处副处长，负责接管上海的文化、电影机构。后来，于伶历任上海市文化局副局长、局长。1955年5月，潘汉年被打成“潘杨反革命集团”主犯，于伶受株连。
1959年7月，于伶与孟波、郑君里合写电影剧本《聂耳》，被上海电影制片厂拍成电影。1962年6月15日，于伶完成了反映上海人民抗日斗争的《七月流火》。
文化大革命中，1966年8月起，于伶被监禁近10年，身心受到严重摧残。文化大革命结束后，1977年，于伶在病势稍微减轻后，即重新开始写作。1983年2月，中共中央为“潘杨反革命集团”正式平反，于伶抱病写出长诗《怀潘汉年同志》。
1979年，于伶当选为中国文学艺术界联合会委员，后来又担任中国电影工作者协会副主席、中国戏剧家协会常务理事。1984年起，担任上海市文学艺术界联合会副主席、中国作家协会上海分会主席、中国作家协会顾问及名誉副主席，第六、七届全国政协委员。他还曾任中国戏剧家协会上海分会主席、中国电影家协会上海分会主席。 
1997年6月7日，于伶在上海逝世，享年91岁。

## 著作
专著
- 瓦刀（戏剧），北平大众文艺社，1932年
- 夜光杯（戏剧），上海一般书店，1937年
- 浮尸（戏剧），上海杂志社，1937年
- “皇军”的“伟绩”（戏剧），上海杂志社，1937年
- 汉奸的子孙（戏剧），生活书局，1937年
- 女子公寓（戏剧），上海剧艺社，1938年
- 战时戏剧选（戏剧），战时出版社，1938年
- 我们打冲锋（戏剧），大众书局，1938年
- 血洒晴空（戏剧），大众书局，1938年
- 夜上海（戏剧），上海剧场艺术社，1939年
- 银包（戏剧，根据法国米尔波剧作中译本改编），光明书局，1939年
- 上海一律师（戏剧），现代戏剧，1939年
- 满城风雨（戏剧），现代戏剧，1939年
- 花溅泪（戏剧），现代戏剧，1940年
- 江南三唱（戏剧），上海珠林书店，1940年
- 长夜行（戏剧），桂林远方书店，1942年
- 杏花春雨江南（戏剧），美学出版社，1943年
- 草木皆兵（戏剧，与夏衍、宋之的合著），未林出版社，1944年
- 心狱（戏剧，又名《鸟夜蹄》），未林出版社，1944年
- 戏剧春秋（戏剧，与夏衍、宋之的合著），未林出版社，1946年
- 清流万里（戏剧，又名《文化春秋》），新群出版社，1947年
- 于伶剧作选（戏剧集），人民文学出版社，1958年
- 聂耳（电影文学剧本，与孟波、郑君里合著），上海文艺出版社，1959年
- 七月流火（戏剧），戏剧出版社，1963年
- 于伶剧作选，人民文学出版社，1979年
- 于伶剧作集（1－4卷），戏剧出版社，1984年－1987年
- “孤岛”剧作二种，福建人民出版社，1984年
- 欢笑与沉思（散文集），人民日报出版社，1988年

译著
- 亚非诺干诺夫著，尤兢译，西班牙万岁 西班牙A！，生活书局，1937年[4]